# Grandi notizie
Grandi notizie (Great News) è una sitcom statunitense trasmessa dal 25 aprile 2017 al 25 gennaio 2018 su NBC.
L'11 maggio 2017, NBC ha rinnovato la serie per una seconda stagione di 13 episodi che è andata in onda dal 28 settembre 2017 al 25 gennaio 2018. L'11 maggio 2018, la serie viene cancellata.
In Italia, la serie è andata in onda dal 27 settembre 2017 al 18 maggio 2018 su Joi, per poi essere trasmessa su Netflix.

## Trama
La serie, ambientata nel mondo delle notizie televisive, segue una produttrice di notizie che si trova ad affrontare una nuova stagista: sua madre.

## Personaggi e interpreti

### Principali
- Katherine "Katie" Wendelson, interpretata da Briga Heelan, doppiata da Gaia Bolognesi
- Carol Wendelson, interpretato da Andrea Martin, doppiata da Paola Giannetti
- Greg Walsh, interpretato da Adam Campbell, doppiato da Francesco Pezzulli
- Portia Scott-Griffith, interpretata da  Nicole Richie, doppiata da Francesca Manicone
- Justin, interpretato da Horatio Sanz, doppiato da Stefano Thermes
- Chuck Pierce, interpretato da John Michael Higgins, doppiato da Saverio Indrio

### Ricorrenti
- Beth Vierk, interpretata da Tracey Wigfield, doppiato da Federica De Bortoli
- Wayne, interpretato da Sheaun McKinney, doppiato da Simone Crisari
- Gene, interpretato da Brad Morris, doppiato da Nanni Baldini

## Episodi
| Stagione         | Episodi | Prima TV USA | Prima TV Italia |
| ---------------- | ------- | ------------ | --------------- |
| Prima stagione   | 10      | 2017         | 2017            |
| Seconda stagione | 13      | 2017-2018    | 2018            |